# Lola Langohr
Lola Langohr (Originaltitel Lola Rabbit) ist eine deutsche Zeichentrickserie, die in Deutschland vom Kindersender KiKA ausgestrahlt wird.

## Handlung
Lola ist Meisterdenkerin. Sie denkt schneller als alle anderen, hat sich auf das Finden und Lösen von Problemen spezialisiert. Darum hat sie ein Findbüro – kein Fundbüro! – eröffnet. Es besteht aus einem Schreibtisch und zwei Stühlen, unter den drei alten Eichen auf dem grünen Hügel. 
Alle können klingeln:
- Die Kuh, die ihre Flecken verloren hat
- Das Nilpferd, das eine Ballerina sein möchte
- Der Vogel, der Angst vorm Fliegen hat
- Das Warzenschwein, das sich hässlich vorkommt

Egal, wie schwer die Lösung erscheint, die Häsin mit dem roten Trenchcoat und ihr Expertenteam, ein Vogel und zwei Schildkröten, haben immer einen Plan. Das Titellied lautet: „Wir finden einen Weg für dich, wir lösen dein Problem, verlass dich auf Lola Langohr!“

## Episodenliste

### Staffel 1
| Nummer (gesamt) | Nummer (Staffel) | Deutscher Titel                | Erstausstrahlung (KiKA) |
| 01              | 01               | Der traurige Kaktus            | 15. Januar 2004         |
| 02              | 02               | Flaschenpost                   | 13. November 2003       |
| 03              | 03               | Schluckauf                     | 20. November 2003       |
| 04              | 04               | Vivaldo                        | 27. November 2003       |
| 05              | 05               | Das blau-gelb-rot-grüne Ding   | 8. Januar 2004          |
| 06              | 06               | Quakerotti                     | 15. Januar 2004         |
| 07              | 07               | Winterschlaf                   | 4. Dezember 2003        |
| 08              | 08               | Das Kuckucksei                 | 22. Januar 2004         |
| 09              | 09               | Wasserballett                  | 29. Januar 2004         |
| 10              | 10               | Haltet den Dieb                | 12. Februar 2004        |
| 11              | 11               | Die Klapperschlange            | 14. Januar 2004         |
| 12              | 12               | Die verschwundene Sandbank     | 12. Januar 2004         |
| 13              | 13               | Das Warzenschwein              | 13. Januar 2004         |
| 14              | 14               | Der Pechvogel                  | 4. Oktober 2004         |
| 15              | 15               | Kuhflecken                     | 5. Oktober 2004         |
| 16              | 16               | Hase und Schildkröte           | 6. Oktober 2004         |
| 17              | 17               | Känguru-Mütter haben es schwer | 7. Oktober 2004         |
| 18              | 18               | Maulwurfsleiden                | 8. Oktober 2004         |
| 19              | 19               | Das frierende Schaf            | 11. Oktober 2004        |
| 20              | 20               | Wal auf Irrwegen               | 12. Oktober 2004        |
| 21              | 21               | Das hektische Löwenbaby        | 13. Oktober 2004        |
| 22              | 22               | Der Kroko-Drache               | 14. Oktober 2004        |
| 23              | 23               | Rasta                          | 15. Oktober 2004        |
| 24              | 24               | Juckreiz                       | 18. Oktober 2004        |
| 25              | 25               | Olé!                           | 19. Oktober 2004        |
| 26              | 26               | Ich bin so frei                | 20. Oktober 2004        |

### Staffel 2
| Nummer (gesamt) | Nummer (Staffel) | Deutscher Titel        | Erstausstrahlung (Kika) |
| 27              | 01               | Vivaldos Violine       | 29. November 2010       |
| 28              | 02               | Heuschnupfen           | 30. November 2010       |
| 29              | 03               | Lola ist verschwunden  | 1. Dezember 2010        |
| 30              | 04               | Der junge Seelöwe      | 2. Dezember 2010        |
| 31              | 05               | Claudius Gockel        | 3. Dezember 2010        |
| 32              | 06               | Krokos Zahnschmerzen   | 6. Dezember 2010        |
| 33              | 07               | Der Honigdieb          | 7. Dezember 2010        |
| 34              | 08               | Ronny, das Rhinozeros  | 8. Dezember 2010        |
| 35              | 09               | Der Papageien-Schatz   | 9. Dezember 2010        |
| 36              | 10               | Der kleine Tiger Bobby | 10. Dezember 2010       |
| 37              | 11               | Die lachende Hyäne     | 13. Dezember 2010       |
| 38              | 12               | Der große Wettflug     | 14. Dezember 2010       |
| 39              | 13               | Der eitle Pfau         | 15. Dezember 2010       |
| 40              | 14               | Wenn die Erde bebt     | 4. Januar 2011          |
| 41              | 15               | Mäuschen in Nöten      | 5. Januar 2011          |
| 42              | 16               | Der verliebte Stier    | 6. Januar 2011          |
| 43              | 17               | Lolas Reisepläne       | 7. Januar 2011          |
| 44              | 18               | Das rosa Schaf         | 10. Januar 2011         |
| 45              | 19               | Mama mia               | 11. Januar 2011         |
| 46              | 20               | Wasserläufer in Not    | 12. Januar 2011         |
| 47              | 21               | Wie alles begann       | 13. Januar 2011         |
| 48              | 22               | Gut gehüpft!           | 14. Januar 2011         |
| 49              | 23               | Vergessliche Hasen     | 17. Januar 2011         |
| 50              | 24               | Bärenangst             | 18. Januar 2011         |
| 51              | 25               | Der Floh               | 19. Januar 2011         |
| 52              | 26               | Elli und die Maus      | 20. Januar 2011         |

### Lolas Lieder
| Nummer | Deutscher Titel | Erstausstrahlung (Kika) |
| 01     | Mambolo         | 2. Mai 2007             |
| 02     | Rasmus          | 3. Mai 2007             |
| 03     | Buddy           | 4. Mai 2007             |